# Murighiol
Murighiol – wieś w Rumunii, w okręgu Tulcza, w gminie Murighiol. W 2011 roku liczyła 1292 mieszkańców.